# Юрдур (Моркинське міське поселення)
Юрду́р (рос. Юрдур, марій. Ердӱр) — присілок у складі Моркинського району Марій Ел, Росія. Входить до складу Моркинського міського поселення.

## Населення
Населення — 264 особи (2010; 271 у 2002).
Національний склад (станом на 2002 рік):
- лучні марійці — 98 %